# Saint-Pierre, Bas-Rhin
Saint-Pierre là một xã thuộc tỉnh Bas-Rhin trong vùng Grand Est đông bắc Pháp.